# Pentadécène
Le pentadécène ou pentadéc-1-ène est un alcène de formule semi-développée CH3(CH2)12CH=CH2.